# Kasatka
Kasatka (« orque » en russe), née vers 1976 et morte le 15 août 2017, est une orque femelle.
Capturée le 26 octobre 1978 au large de l'Islande, elle était la matriarche du SeaWorld San Diego avec quatre progénitures (Takara, Nakai, Kalia et Makani,) et de nombreux descendants.
Après avoir souffert d'une maladie des poumons à partir de 2008 et d'une maladie de la peau par la suite, Kasatka a été euthanasiée le 15 août 2017.